# Aceite de ricino etoxilado
El aceite de ricino etoxilado es el aceite de ricino hecho reaccionar con óxido de etileno mediante una reacción de etoxilación. Al realizar esta reacción, se transforma el aceite en un tensoactivo, más concretamente un tensioactivo no iónico, lo que le confiere unas propiedades muy diferentes.
En función del número de moles de óxido de etileno, el grado de etoxilación será mayor, haciendo al aceite de ricino más afín al agua. A partir de 40 moles de etileno (abreviado como 40 MOE) el producto adquiere una viscosidad importante y acaba siendo más difícil de manipular. Esta afinidad al agua se mide como HLB, y en función de su magnitud puede tener unas aplicaciones u otras como emulsionante, mojante... en campos industriales tan amplios como la alimentación, farmacia...

## Principales aceites de ricino etoxilados
Aunque no todos los aceites de ricino tienen la misma composición de ácidos grasos, todos tienen un muy alto contenido en ácido ricinoleico (entre un 85-95%), lo que hace que se clasifiquen en función del número de moles de etileno o grado de etoxilación. Según éste, tendrá un mayor o menos HLB. Así, se podrían destacar:
| Nombre                    | Grado de etoxilación | HLB  | Número CAS |
| Acite de ricino de 5 MOE  | 5                    | 3,9  | 61791-12-6 |
| Acite de ricino de 10 MOE | 10                   | 7.0  | 61791-12-6 |
| Acite de ricino de 15 MOE | 15                   | 8,3  | 61791-12-6 |
| Acite de ricino de 20 MOE | 20                   | 9,6  | 61791-12-6 |
| Acite de ricino de 25 MOE | 25                   | 11,0 | 61791-12-6 |
| Acite de ricino de 30 MOE | 30                   | 11,6 | 61791-12-6 |
| Acite de ricino de 35 MOE | 35                   | 12,7 | 61791-12-6 |
| Acite de ricino de 40 MOE | 40                   | 13,0 | 61791-12-6 |

Como puede observarse, la diferencia entre los moles de etileno no hace que tenga diferente número CAS a pesar de que sus propiedades tensoactivas son diferentes. Esto se debe a que al obtenerse por una reacción de etoxilación, que no deja de ser una reacción de polimerización, la diferencia entre un polímero u otro depende de la cantidad de óxido de etileno empleado, pero para el número CAS no existe diferencia al ser todos aceites de ricino polietoxilados.